# Piłka nożna w Anglii (2002/2003)
Sezon 2002/2003 był 123. w historii angielskiej piłki nożnej.

## Reprezentacja Anglii
| Data                 | Miejsce spotkania                | Przeciwnik          | Wynik | Mecz | Strzelcy dla Anglii            |
| -------------------- | -------------------------------- | ------------------- | ----- | ---- | ------------------------------ |
| 7 września 2002      | Villa Park, Birmingham           | Portugalia          | 1-1   | T    | Alan Smith                     |
| 12 października 2002 | Tehelné pole, Bratysława         | Słowacja            | 2-1   | EME  | David Beckham, Michael Owen    |
| 16 października 2002 | St Mary’s Stadium, Southampton   | Macedonia Północna  | 2-2   | EME  | David Beckham, Steven Gerrard  |
| 12 lutego 2003       | Upton Park, Londyn               | Australia           | 1-3   | T    | Francis Jeffers                |
| 29 marca 2003        | Rheinpark Stadion, Vaduz         | Liechtenstein       | 2-0   | EME  | Michael Owen, David Beckham    |
| 2 kwietnia 2003      | Stadium of Light, Sunderland     | Turcja              | 2-0   | EME  | Darius Vassell, David Beckham  |
| 22 maja 2003         | Durban                           | RPA                 | 2-1   | T    | Gareth Southgate, Emile Heskey |
| 3 czerwca 2003       | Walkers Stadium, Leicester       | Serbia i Czarnogóra | 2-1   | T    | Steven Gerrard, Joe Cole       |
| 11 czerwca 2003      | Riverside Stadium, Middlesbrough | Słowacja            | 2-1   | EME  | Michael Owen (2)               |

Legenda: EME = kwalifikacje do EURO 2004, T = mecz towarzyski;

## W europejskich pucharach

### Liga Mistrzów UEFA
- Manchester United
- Arsenal F.C.
- Newcastle United
- Liverpool F.C.

### Puchar UEFA
- Liverpool F.C.
- Fulham
- Leeds United – III runda
- Blackburn Rovers – I runda
- Chelsea – I runda
- Ipswich Town – I runda

### Puchar Intertoto UEFA
- Fulham – zwycięzca
- Aston Villa – półfinał

## Rozgrywki ligowe

### Premiership
|    | Klub                  | M  | Z  | R  | P  | B+ | B- | Pkt |
| 1  | (C) Manchester United | 38 | 25 | 8  | 5  | 74 | 34 | 83  |
| 2  | Arsenal               | 38 | 23 | 9  | 6  | 85 | 42 | 78  |
| 3  | Newcastle United      | 38 | 21 | 6  | 11 | 63 | 48 | 69  |
| 4  | Chelsea               | 38 | 19 | 10 | 9  | 68 | 38 | 67  |
| 5  | Liverpool             | 38 | 18 | 10 | 10 | 61 | 41 | 64  |
| 6  | Blackburn Rovers      | 38 | 16 | 12 | 10 | 52 | 43 | 60  |
| 7  | Everton               | 38 | 17 | 8  | 13 | 48 | 49 | 59  |
| 8  | Southampton           | 38 | 13 | 13 | 12 | 43 | 46 | 52  |
| 9  | Manchester City       | 38 | 15 | 6  | 17 | 47 | 54 | 51  |
| 10 | Tottenham Hotspur     | 38 | 14 | 8  | 16 | 51 | 62 | 50  |
| 11 | Middlesbrough         | 38 | 13 | 10 | 15 | 48 | 44 | 49  |
| 12 | Charlton Athletic     | 38 | 14 | 7  | 17 | 45 | 56 | 49  |
| 13 | Birmingham City       | 38 | 13 | 9  | 16 | 41 | 49 | 48  |
| 14 | Fulham                | 38 | 13 | 9  | 16 | 41 | 50 | 48  |
| 15 | Leeds United          | 38 | 14 | 5  | 19 | 58 | 57 | 47  |
| 16 | Aston Villa           | 38 | 12 | 9  | 17 | 42 | 47 | 45  |
| 17 | Bolton Wanderers      | 38 | 10 | 14 | 14 | 41 | 51 | 44  |
| 18 | West Ham United       | 38 | 10 | 12 | 16 | 42 | 59 | 42  |
| 19 | West Bromwich Albion  | 38 | 6  | 8  | 24 | 29 | 65 | 26  |
| 20 | Sunderland            | 38 | 4  | 7  | 27 | 21 | 65 | 19  |

### First Division
```
                           
P    W   D   L   F   A   GD   PTS

  1. 
Portsmouth
	      46   29  11   6  97  45  +52   98
  2. 
Leicester City
	      46   26  14   6  73  40  +33   92
  3. 
Sheffield Utd
	  46   23  11  12  72  52  +20   80
  4. 
Reading
		46   25   4  17  61  46  +15   79
  5. 
Wolves
		46   20  16  10  81  44  +37   76
  6. 
Nottm Forest
	    46   20  14  12  82  50  +32   74
  7. 
Ipswich Town
	  46   19  13  14  80  64  +16   70
  8. 
Norwich City
	  46   19  12  15  60  49  +11   69
  9. 
Millwall
	          46   19   9  18  59  69  -10   66
 10. 
Wimbledon
	    46   18  11  17  76  73   +3   65
 11. 
Gillingham
	      46   16  14  16  56  65   -9   62
 12. 
Preston NE
	    46   16  13  17  68  70   -2   61
 13. 
Watford
		46   17   9  20  54  70  -16   60
 14. 
Crystal Palace
	      46   14  17  15  59  52   +7   59
 15. 
Rotherham Utd
	  46   15  14  17  62  62    0   59
 16. 
Burnley
		46   15  10  21  65  89  -24   55
 17. 
Walsall
		46   15   9  22  57  69  -12   54
 18. 
Derby County
	  46   15   7  24  55  74  -19   52
 19. 
Bradford City
	46   14  10  22  51  73  -22   52
 20. 
Coventry City
	    46   12  14  20  46  62  -16   50
 21. 
Stoke City
	      46   12  14  20  45  69  -24   50
 22. 
Sheffield Wednesday
	46   10  16  20  56  73  -17   46
 23. 
Brighton
	            46   11  12  23  49  67  -18   45
 24. 
Grimsby Town
	  46    9  12  25  48  85  -37   39
```

### Second Division
```
                           
P    W  D  L   F   A    W  D  L   F   A    GD  PTS

 1. 
Wigan Athletic
	      46   14  7  2  37  16   15  6  2  31   9   +43  100
 2. 
Crewe Alexandra
	46   11  5  7  29  19   14  6  3  47  21   +36   86
 3. 
Bristol City
	  46   15  5  3  43  15    9  6  8  36  33   +31   83
 4. 
Queens Park Rangers
	46   14  4  5  38  19   10  7  6  31  26   +24   83
 5. 
Oldham Athletic
	    46   11  6  6  39  18   11 10  2  29  20   +30   82
 6. 
Cardiff City
	  46   12  6  5  33  20   11  6  6  35  23   +25   81
 7. 
Tranmere Rovers
	46   14  5  4  38  23    9  6  8  28  34    +9   80
 8. 
Plymouth Argyle
	46   11  6  6  39  24    6  8  9  24  28   +11   65
 9. 
Luton Town
	      46    8  8  7  32  28    9  6  8  35  34    +5   65
10. 
Swindon Town
	  46   10  5  8  34  27    6  7 10  25  36    -4   60
11. 
Peterborough United
	46    8  7  8  25  20    6  9  8  26  34    -3   58
12. 
Colchester United
    46    8  7  8  24  24    6  9  8  28  32    -4   58
13. 
Blackpool
	    46   10  8  5  35  25    5  5 13  21  39    -8   58
14. 
Stockport County
	  46    8  8  7  39  38    7  2 14  26  32    -5   55
15. 
Notts County
	  46   10  7  6  37  32    3  9 11  25  38    -8   55
16. 
Brentford
	    46    8  8  7  28  21    6  4 13  19  35    -9   54
17. 
Port Vale
	    46    9  5  9  34  31    5  6 12  20  39   -16   53
18. 
Wycombe Wanderers
    46    8  7  8  39  38    5  6 12  20  28    -7   52
19. 
Barnsley
	          46    7  8  8  27  31    6  5 12  24  33   -13   52
20. 
Chesterfield
	  46   11  4  8  29  28    3  4 16  14  45   -30   50
21. 
Cheltenham Town
	46    6  9  8  26  31    4  9 10  27  37   -15   48
22. 
Huddersfield Town
	46    7  9  7  27  24    4  3 16  12  37   -22   45
23. 
Mansfield Town
	      46    9  2 12  38  45    3  6 14  28  52   -31   44
24. 
Northampton Town
	  46    7  4 12  23  31    3  5 15  17  48   -39   39
```

### Third Division
```
                             
P    W  D  L   F   A    W  D  L   F   A    GD   PTS

 1. 
Rushden & Diamonds
	  46   16  5  2  48  19    8 10  5  25  28   +26    87
 2. 
Hartlepool United
      46   16  5  2  49  21    8  8  7  22  30   +20    85
 3. 
Wrexham
		      46   12  7  4  48  26   11  8  4  36  24   +34    84
 4. 
Bournemouth
	      46   14  7  2  38  18    6  7 10  22  30   +12    74
 5. 
Scunthorpe United
      46   11  8  4  40  20    8  7  8  28  29   +19    72
 6. 
Lincoln City
	    46   10  9  4  29  18    8  7  8  17  19    +9    70
 7. 
Bury
		    46    8  8  7  25  26   10  8  5  32  30    +1    70
 8. 
Oxford United
	      46    9  7  7  26  20   10  5  8  31  27   +10    69
 9. 
Torquay United
	        46    9 11  3  41  31    7  7  9  30  40     0    66
10. 
York City
	      46   11  9  3  34  24    6  6 11  18  29    -1    66
11. 
Kidderminster Harriers
	46    8  8  7  30  33    8  7  8  32  30    -1    63
12. 
Cambridge United
	    46   10  7  6  38  25    6  6 11  29  45    -3    61
13. 
Hull City
	          46    9 10  4  34  19    5  7 11  24  34    +5    59
14. 
Darlington
	        46    8 10  5  36  27    4  8 11  22  32    -1    54
15. 
Boston United
          46   11  6  6  34  22    4  7 12  21  34    -1    54
16. 
Macclesfield Town
      46    8  6  9  29  28    6  6 11  28  35    -6    54
17. 
Southend United
	  46   12  1 10  29  23    5  2 16  18  36   -12    54
18. 
Leyton Orient
	      46    9  6  8  28  24    5  5 13  23  37   -10    53
19. 
Rochdale
	        46    7  6 10  30  30    5 10  8  33  40    -7    52
20. 
Bristol Rovers
	        46    7  7  9  25  27    5  8 10  25  30    -7    51
21. 
Swansea City
	        46    9  6  8  28  25    3  7 13  20  40   -17    49
22. 
Carlisle United
	  46    5  5 13  26  40    8  5 10  26  38   -26    49
23. 
Exeter City
	          46    7  7  9  24  31    4  8 11  26  33   -14    48
24. 
Shrewsbury Town
	  46    5  6 12  34  39    4  8 11  28  53   -30    41
```